# 福岡県道785号上楠田濃施線
福岡県道785号上楠田濃施線（ふくおかけんどう785ごう かみくすだのせせん）は、福岡県みやま市を通る一般県道である。

## 概要
みやま市高田町上楠田からみやま市高田町濃施に至る。
全線において拡幅工事が行われ、部分的に片側1車線化されている。

### 路線データ
- 起点：福岡県みやま市高田町上楠田（福岡県道93号大牟田高田線交点）
- 終点：福岡県みやま市高田町濃施（濃施南交差点、国道208号交点）

## 地理

### 通過する自治体
- みやま市

### 交差する道路
| 交差する道路             | 交差する場所 | 交差する場所        |
| ------------------------ | ------------ | ------------------- |
| 福岡県道93号大牟田高田線 | 高田町上楠田 | 起点                |
| 国道208号 国道209号 重複 | 高田町濃施   | 濃施南交差点 / 終点 |

### 交差する鉄道
- 鹿児島本線

### 沿線
- みやま市立二川小学校
- 高田濃施山公園